# Église Saint-Placide de Catane
Pour les articles homonymes, voir Saint Placide (homonymie).
L’église Saint-Placide est une église de la ville sicilienne de Catane en Italie. Elle se trouve sur la place du même nom, au voisinage immédiat du Palazzo Biscari et de la cathédrale Sainte Agathe.

## Histoire
Le premier bâtiment remonte à 1409 lorsque les sœurs bénédictines ont décidé de construire une église, avec son couvent adjacent, sur l'initiative de deux sœurs, Paola et Ximena de Lérida. Le bâtiment a été édifié sur les ruines d'un temple païen antique dédié à Bacchus.
L'église a été rasée par le séisme catastrophique de 1693, qui a détruit Catane.
À l'initiative des trois seules les nonnes qui ont échappé à la mort sous les décombres du tremblement de terre, la reconstruction a été lancée, et confiée à l'architecte Stefano Ittar. La nouvelle église fut consacrée en 1723.
En 1976, elle a été fermée à la suite de la détection de problèmes de structure et, après environ trois années de consolidation, a été rouverte au culte en 1979.

## Architecture

### Extérieur
La façade de l'église, dans le style baroque sicilien classique, se trouve sur la Piazza San Placido et est faite de pierre blanche de Taormina. La façade est concave en son centre et se termine sur les côtés par deux traverses. Sur les côtés de la porte se trouvent deux statues des saints Placide et Benoît et, à leurs côtés, de plus petite taille, celles de Sainte Scolastique et Sainte Gertrude. La façade avant est fermée par une grille artistique en fer forgé, de forme convexe, avec le centre portant l'emblème de Saint-Benoît.

### Intérieur
L'église possède une nef unique et le long de ses parois latérales des demi-colonnes cannelées. Les murs sont ornés de marbre et de stuc doré. Les autels latéraux sont au nombre de quatre avec leurs bas-reliefs en marbre, décorés de quatre grandes peintures des artistes Michele Rapisardi et Giuseppe di Napoli.
Le maître-autel est en marbre polychrome et est soutenu par des angelots, également en marbre. Sur les murs latéraux de l'abside, on trouve deux grandes peintures de Michele Rapisardi et au  fond de l'autel, deux toiles du peintre Tullio Allegra.
Au-dessus de la porte est placé l'orgue avec son chœur masqué par une grille dorée.

## Sources
- (it) Cet article est partiellement ou en totalité issu de l’article de Wikipédia en italien intitulé « Chiesa di San Placido » (voir la liste des auteurs).